# Црнкасти
Црнкасти (енг. Black-ish) је америчка комедија у којој глуме Ентони Ендерсон и Трејси Елис Рос, емитована на АБЦ-у. Комедија са једном камером усресређена је на афричко-америчку породицу из средње класе. Серија је премијерно приказана 24. септембра 2014. године. У априлу 2017. обновљена је за четврту сезону, која је премијерно приказана 3. октобра 2017. Од премијере друге сезоне, емисија је добила критичко признање, добивши многе награде и номинације укључујуићи награду Златни глобус (Golden Globe Award) за најбољу глумицу Трејси Елис Рос, Еми(Emmy), Златни глобус(Golden Globe) за изузетну хумористичну серију и ТЦА (TCA) награду ѕа изузетно достигнуће у комедији.
АБЦ телевизија је 11. маја 2018. године приказала пету сезону серије.

## Улоге

### Главне улоге
|  | Глумац           | Улога                    |
|  | ---------------- | ------------------------ |
|  | Ентони Ендерсон  | Андре 'Дре'Џонсон Сениор |
|  | Трејси Елис Рос  | Др. Раинбоу 'Боу' Џонсон |
|  | Јара Шахиди      | Зои Џонсон               |
|  | Маркус Скрајбнер | Андре 'Јуниор' Џонсон    |
|  | Мајлс Браун      | Џек Џонсон               |
|  | Марсаи Мартин    | Диана Џонсон             |
|  | Дин Кол          | Чарли Телфи              |
|  | Џенифер Луис     | Руби Џонсон              |
|  | Џеф Мичан        | Џош Опенхол              |
|  | Питер Мекензи    | Лесли Стивенс            |

- Ентони Ендерсон као Андре'Дре'Џонсон Сениор, извршни директор који покушава да пренесе неку од његових урбаних култура својој наизглед незаинтересованој деци. Он се школовао на Хауард Универзитету.
- Трејси Елис Рос као Др Раинбоу'Боу'Џонсон, је Дреова супруга. Она је анестезиолог која је одрастала са хипицима. Она се школовала на Браун Универзитету.
- Јара Шахиди као Зои Џонсон, пунолетна ћерка, Дреова и Раинбоувина ћерка. Она је атрактивна, популарна, модерна и друштвено активан члан породице Џонсон. Она је једнако површна као и њен отац, али у другом погледу. Напустила је улогу на крају треће сезоне да би играла у својој серији Гроун-иш.
- Маркус Скрајбнер као Андре'Дре'Јуниор, малолетни син Дреа и Раинбоуве. Он је 'штребер' који је збуњен светом око себе. Често је несхватљив од стране његове породице.
- Мајлс Браун као Џек Џонсон, једанаесто годишњи син, близанац са Дианом, који обожава свог оца.
- Марсаи Мартин као Диана Џонсон,, која сматра да је паметнија и зрелија од свог брата близанца.
- Дин Кол као Чарли Телфи, Дреов екцентрични колега и његов најбољи пријатељ.
- Џенифер Луис као Руби Џонсон, Дреова мајка.[6]
- Џеф Мичан као Џош Опенхол, Дреов колега.
- Питер Мекензи као Лесли, Дреов директор и сувласник предузећа Стивенс и Лидо.

## Споредне улоге
- Лоренс Фишбурн као Ерл 'деда' Џонсон, Дреов отац.[7]
- Рејвен Симон као Ронда Џонсон, Дреова сестра лезбијка.
- Фејзон Лав, као Ша, Дреов најбољи пријатељ из детињства.
- Тира Бенкс као Ђиђи Френклин, Дреова најбоља другарица из детињства.
- Никол Саливен као Џенин.изгубљена комшика породице Џонсон.
- Кетерин Реитман као Луси, Дреова колегиница.
- Ванда Сикес као Дафни Лидо, бивша жена Филипа Лида и нова сувласница предузећа Стивенс и Лидо.
- Ален Малдонадо као Куртис Милер Јуниор, Дреов колега.
- Ел Јанг као Шерон Дакворт, Рондова вереница.
- Ређина Хол као Вивиан, слушкиња породице Џонсон.
- Дејвид Дигс као Џоан Џонсон, Раинбоуов брат.
- Нелсон Френклин као Конор Стивенс, син Леслиа Стивенса.
- Рашида Џоунс као Сантамоника Џонсон, Раинбоува сестра.
- Тревор Џексон као Арон, Зоина другарица са колеџа.
- Ана Смит као Алиси, Раинбоува, Сантамоникина и Џоанова мајка.
- Без Бриџиз као Пол Џонсон, Раинбоув, Сантамоникин и Џоанов отац.
- Исак Рајан Браун као млад Дре.
- Анелис Грејс, девојка из детињства.

## Епиозоде
| Сезона | Епизода | Прво емитовање      | Последње емитованње |
| ------ | ------- | ------------------- | ------------------- |
| 1      | 24      | 24. септембар 2014. | 20. мај 2015.       |
| 2      | 24      | 23. септембар 2015. | 18. мај 2016.       |
| 3      | 24      | 21. септембар 2016. | 10. мај 2017.       |
| 4      | 23      | 3. октобар 2017.    | 15. мај 2018.       |

## Продукција

### Развој и кастинг
Блак-иш се први пут појављује на развојнон објави АБЦ телевизије у октобру 2013, када је објављено да је пројекат, у коме глуми Ентони Ендерсон, добио одобрење на пројекат. 16. јануара 2014. АБЦ је пустила пилот епизоду. Средином фебруара Лоренс Фишбурн добија улогу Ендерсеновог оца и Трејси Елис Рос добија главну женску улогу.

### Телевизијски пренос
- 8. мај 2014. АБЦ је изабрала пилот серије за телевизијску 2014/2015. сезону.
- 7. мај 2015. почело је приказивање друге сезоне серије.
- 3. март 2016. почело је приказивање треће сезоне серије.[10]
- 10. мај 2017. почело је приказивање четврте сезоне серије.

### Спин оф
23. епозода треће сезоне 'либералне уметности' је функционисала као бекдор пилот за предложени спин оф истог назива у коме Јари Шахиди у својој улози (Зои Џонсон) одлази на колеџ далеко од њене породице. Остале улоге припале су Крис Парнелу, Мелори Спаркс, Мет Волшу и Тревор Џексону.
Маја 2017. АБЦ је одбацила серију али њен сестрински канал Фриформ је био у преговорима да преузме пројект. 19. маја 2017. Фриформ је официјелно поручио 13 епизода серије сада под привременим називом Колеџ-иш. У августу 2017. серија је променила назив у Гроун-иш и додала Франсиу Рејс,Џордана Бухата и Клое и Хејл као нове улоге. Пилот серије премијерно је приказан 3. јануара 2017. Парнел и Џексон наставили су са својим улогама из бекдор пилота док је Емили Арлук добила улогу као Номи заменивиши лика Мирјаме коју је играла Мелори Спаркс.
Постоји друга сезона ове серије.